# Ростин, Эрвин
Эрвин Ростин (нем. Erwin Rostin; 8 октября 1907, Гюстров, Мекленбург — 30 июня 1942, западнее Бермудских островов) — немецкий офицер-подводник, капитан-лейтенант (1 апреля 1940 года).

## Биография
1 января 1934 года поступил на флот фенрихом. 1 января 1936 года произведен в лейтенанты. Служил на тральщиках М-98 и М-21.
В марте 1941 года переведен в подводный флот. 25 сентября 1941 года назначен командиром подлодки U-158, на которой совершил 2 похода (проведя в море в общей сложности 111 суток). В первом походе к берегам США потопил 4 судна общим водоизмещением 29 234 брт. 4 мая 1942 года вышел в свой второй поход, в ходе которого потопил 12 судов (62 536 брт).
28 июня 1942 года награждён Рыцарским крестом Железного креста.
Всего за время военных действий Ростин потопил 17 судов общим водоизмещением 101 321 брт и повредил 2 судна водоизмещением 15 264 брт. Погиб вместе с подлодкой, потопленной американской авиацией.